# Johann Michael Nicolai
Johann Michael Nicolai (* 1629 wahrscheinlich in Ulrichshalben bei Weimar; † 26. Januar 1685 in Stuttgart) war ein deutscher Violonist und Komponist.

## Leben
Johann Michael Nicolai war der Sohn eines Schulbediensteten, über seine musikalische Ausbildung ist bisher nichts bekannt. Seine Werke belegen aber, dass er in der thüringischen Musiktradition aufgewachsen sein muss. Bis 1655 war er Mitglied der Hofkapelle des Herzogs von Sachsen-Lauenburg, dessen Musiker oft eingeladen wurden, für den Markgrafen von Brandenburg zu spielen. Ab dem 11. Oktober 1655 bis zu seinem Tod war Nicolai 30 Jahre lang als Instrumentalist in der Hofkapelle Stuttgart, wo er unter anderem den großen Violone spielte. Außerdem war er als Lehrer für die Chorknaben tätig. Nach zeitgenössischen Aufzeichnungen trafen sich in seinem Haus regelmäßig Mitglieder der Hofkapelle zu einem exercitium musicum. Er war mit dem Komponisten Philipp Friedrich Böddecker, dem Organisten der Kollegiatenkirche, befreundet.
Im Jahr 1675 widmete er den ersten Teil seiner Instrumentalischen Sachen dem Markgrafen Christian Ernst von Brandenburg.
Sein Sohn Johann Christoph Nicolai (1683–1753) war Bürgermeister von Cannstatt. Sein Enkel Ferdinand Friedrich von Nicolai (1730–1814) war württembergischer Offizier und Kriegsminister.

## Werke
Nicolais Geistliche Harmonien bestehen aus drei Teilen von je zehn deutschen und zwei lateinischen Psalmtexten, die offensichtlich für die protestantische Liturgie bestimmt waren. Die handschriftlichen Kantaten der Evangelischen Harmonien waren für den liturgischen Gebrauch entsprechend dem Kirchenjahr bestimmt und reichen vom ersten Adventssonntag über die ersten zwei Monate des Kirchenjahres. In vielen seiner Instrumentalwerke wettstreiten die tieferen Instrumente wie die Bassgambe und das Fagott mit den Violinen und Violen unabhängig vom Basso Continuo. Die Sonaten bestehen aus zwei zentralen lebhaften Sätzen, die von mehreren kurzen Adagio-Abschnitten eingeschlossen und verbunden werden.

### Geistliche Vokalwerke
- Erster Theil Geistliche Harmonien (Sammlung von 12 Werken) für 3 Stimmen, 3 Violinen und B.C. (Druck: Frankfurt 1669)
- Evangelische Harmonien Erster Theil (Sammlung von 24 Gesängen) für 4 Stimmen, 2 Violinen, 2 Violen und B.C., als Handschrift überliefert
- Allein zu dir für 10 Stimmen und B.C., als Handschrift überliefert
- Herr wenn ich nur dich habe für 3 Stimmen, 2 Violinen und B.C., als Handschrift überliefert
- Der Tod seiner Heiligen für 3 Stimmen und Instrumente, als Handschrift überliefert in der Düben-Sammlung, Uppsala; Verlag C. Hofius Ammerbuch, 2007

### Instrumentalwerke
- Erster Theil instrumentalischer Sachen (12 Sonaten für 2 Violinen, Bassgambe und Fagott, Druck: Augsburg 1675)
- Anderer Theil instrumentalischer Sachen (24 Capriccios für 4 Violen und B.C., Druck: Augsburg 1675)
- Dritter Theil instrumentalischer Sachen (für Violine, 2 Violen, Violone und B.C., Druck: Stuttgart 1682, verschollen)
- Aria à 4 für 2 Violinen, Fagott und B.C., Handschrift in Düben-Sammlung, Uppsala, imhs 5:7
- 2 Sonaten für Violine, 2 Violen und B.C., handschriftlich überliefert
- 1 Sonate für Violine, Bassgambe od. Trombone und b.c. (Orgel) g-moll, handschriftlich überliefert in Düben-Sammlung, Uppsala (imhs 5:6b), Cornetto-Verlag Stuttgart 2004
- 1 Sonate für Violine, Bassgambe und b.c. d-moll, handschriftlich überliefert in Düben-Sammlung, Uppsala (imhs 5:6a), Cornetto-Verlag Stuttgart 2004
- 1 Sonate für 2 Violinen und B.C., handschriftlich überliefert
- 4 Sonaten und Suiten mit einer anonymen (vermutlich von Nicolai) für 2–3 Violen und B.C., handschriftlich überliefert
- Sonatine D-Dur für Viola da Gamba und b.c., Cornetto-Verlag Stuttgart 2004
- 2 Sonaten a-moll/d-moll für 2 Bassgamben und b.c., überliefert in Durham Cathedral Library, Edition Güntersberg Heidelberg 2004
- 1 Sonate für 3 Bassgamben und b.c. C-Dur, überliefert in Durham Cathedral Library, Edition Güntersberg Heidelberg 2003